# Bastien Geiger
Bastien Geiger (ur. 26 lutego 1985 w Sionie) – szwajcarski piłkarz występujący na pozycji obrońcy. Syn innego piłkarza, Alaina Geigera.

## Kariera
Geiger grał jako junior w zespołach FC Bramois, FC Thalwil, Neuchâtel Xamax oraz FC Sion. W 2004 roku dołączył do pierwszej drużyny Neuchâtel. W Swiss Super League zadebiutował 25 maja 2005 w przegranym 1:2 meczu z Grasshopper Club Zürich. W sezonie 2005/2006 spadł z klubem do Swiss Challenge League, jednak w następnym awansował z nim z powrotem do Super League.
W 2007 roku przeszedł do ligowego rywala, zespołu FC Sion. W trakcie sezonu 2008/2009, w listopadzie 2008 odszedł z tego klubu, a w styczniu 2009 ponownie został graczem Neuchâtel Xamax. 25 kwietnia 2010 w przegranym 1:4 spotkaniu z BSC Young Boys strzelił swojego pierwszego gola w Super League. W sezonie 2011/2012, w styczniu 2012, po rozegraniu 18. ligowych kolejek, Neuchâtel Xamax ogłosił bankructwo i został wykluczony z rozgrywek, Geiger zaś pozostał bez klubu.
W połowie 2012 roku podpisał kontrakt z drużyną FC Biel-Bienne, występującą w Challenge League i pozostał tam przez półtora roku. Następnie, do 2018 roku reprezentował barwy piątoligowego zespołu FC Colombier, po czym zakończył karierę.
W Swiss Super League rozegrał 100 spotkań i zdobył 3 bramki.